# Newport Beach, California

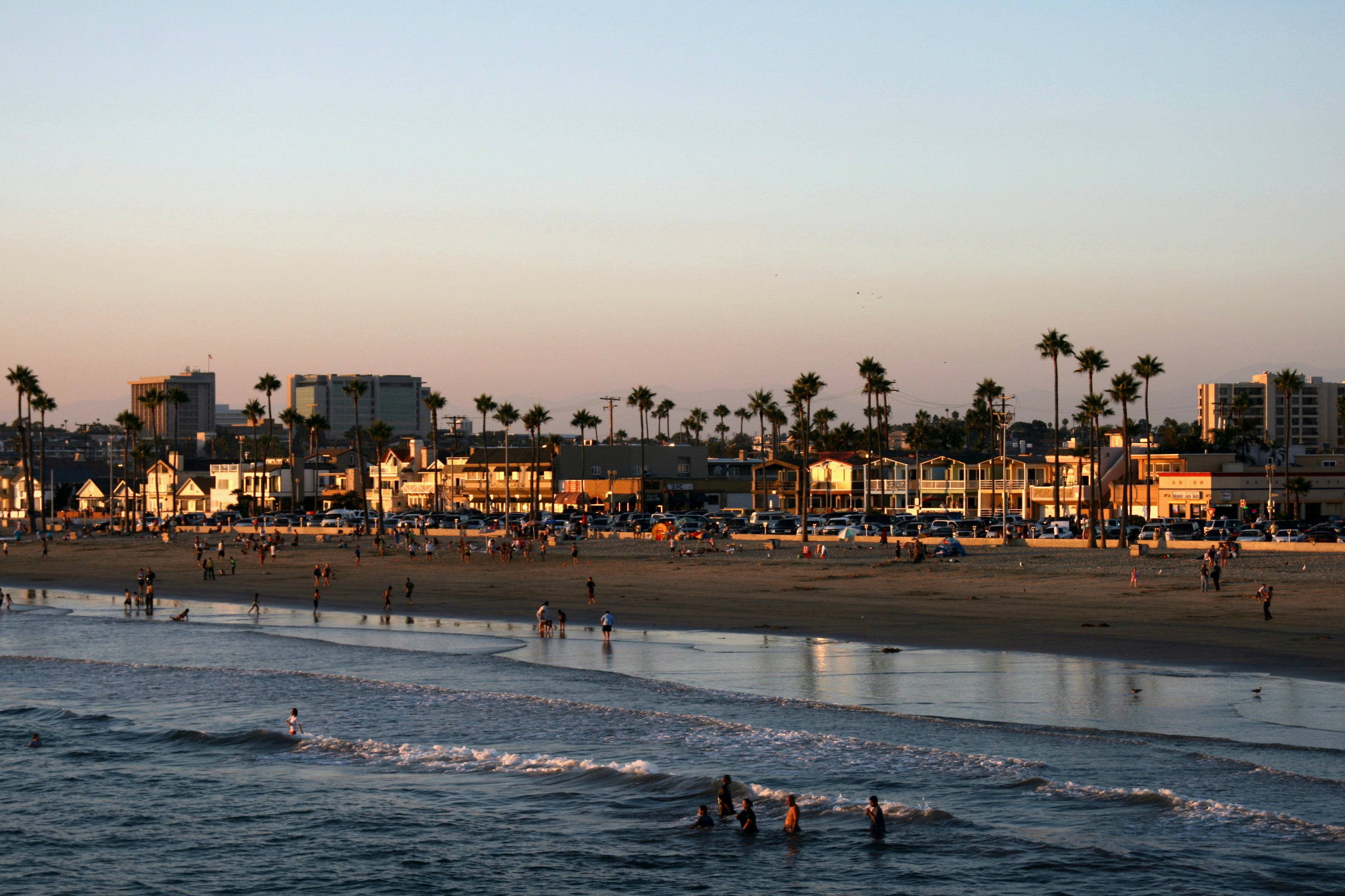
Newport Beach, California

Newport Beach este un oraș portuar din comitatul Orange, statul  California,  Statele Unite ale Americii. După o estimare din 2009 a USCB, localitatea avea circa 86.252 de locuitori. Orașul se află pe coasta Pacificului între Los Angeles și San Diego, la gura de vărsare a râului Santa Ana.
Raportat la venitul mediu pe cap de locuitor, orașul este unul dintre cele mai bogate orașe din Statele Unite. Datorită poziției geografice, regiunea este un punct de atracție pentru amatorii sportului nautic, iar pentru că se află în apropiere de Hollywood, Newport Beach a devenit domicliul unor personalități din industria filmului.

## Personalități născute aici
- Amanda Beard (n. 1981), campioană mondială și olimpică la natație;
- Brent Kutzle (n. 1985), muzician.